# Cirina butyrospermi
Cirina butyrospermi is een vlinder uit de familie van de nachtpauwogen (Saturniidae). De wetenschappelijke naam van de soort is voor het eerst geldig gepubliceerd in 1911 door Vuillot.
De soort komt voor in het Afrotropisch gebied.
De rupsen voeden zich uitsluitend met de bladen van de karitéboom (Vitellaria paradoxa). Zij zijn eiwitrijk en eetbaar en worden om die reden veel verzameld. De rupsen worden rauw, gedroogd of gefrituurd gegeten of in gerechten verwerkt.

## Synoniem
- Imbrasia butyrospermi (Vuillet, 1911)

## Beeldengalerij

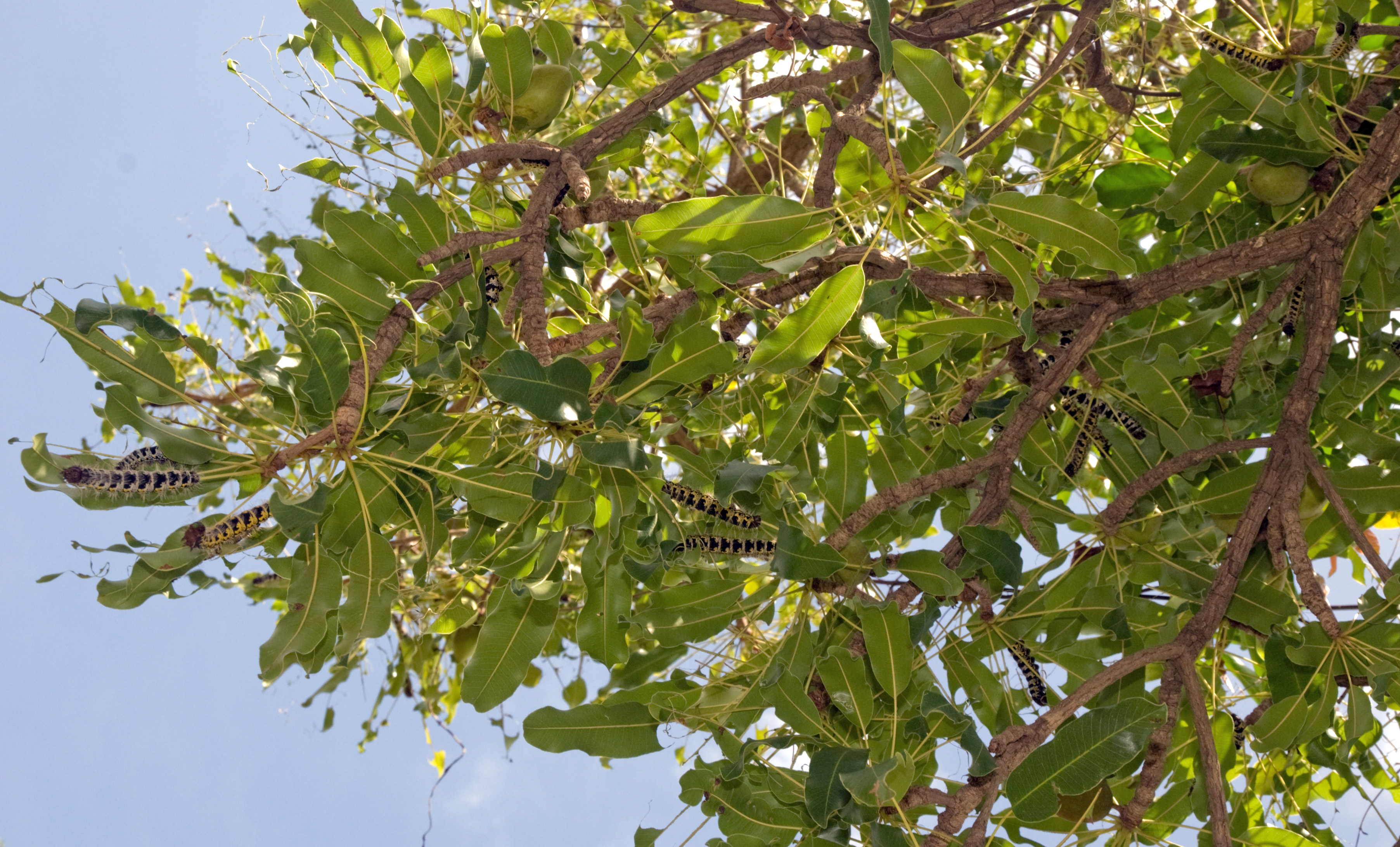
Rupsen van Cirina butyrospermi vretend aan het blad van een karitéboom (Vitellaria paradoxa) (Koumbia, Burkina Faso, juli 2017)
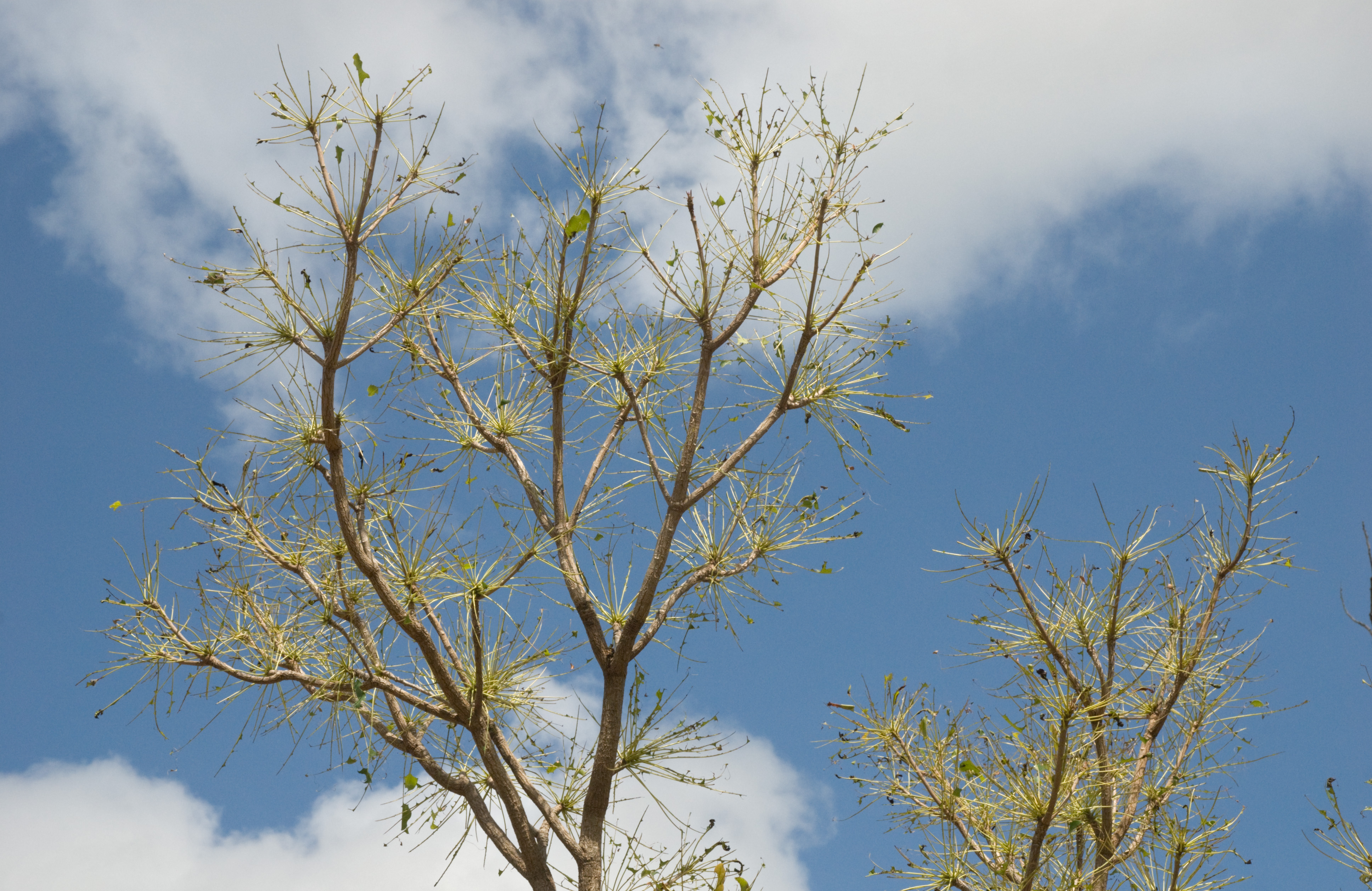
Takken van een karitéboom (Vitellaria paradoxa) waarvan de bladen totaal zijn kaalgevreten door rupsen van Cirina butyrospermi, waardoor alleen de stelen en middennerven overblijven (Koumbia, Burkina Faso, juli 2017)
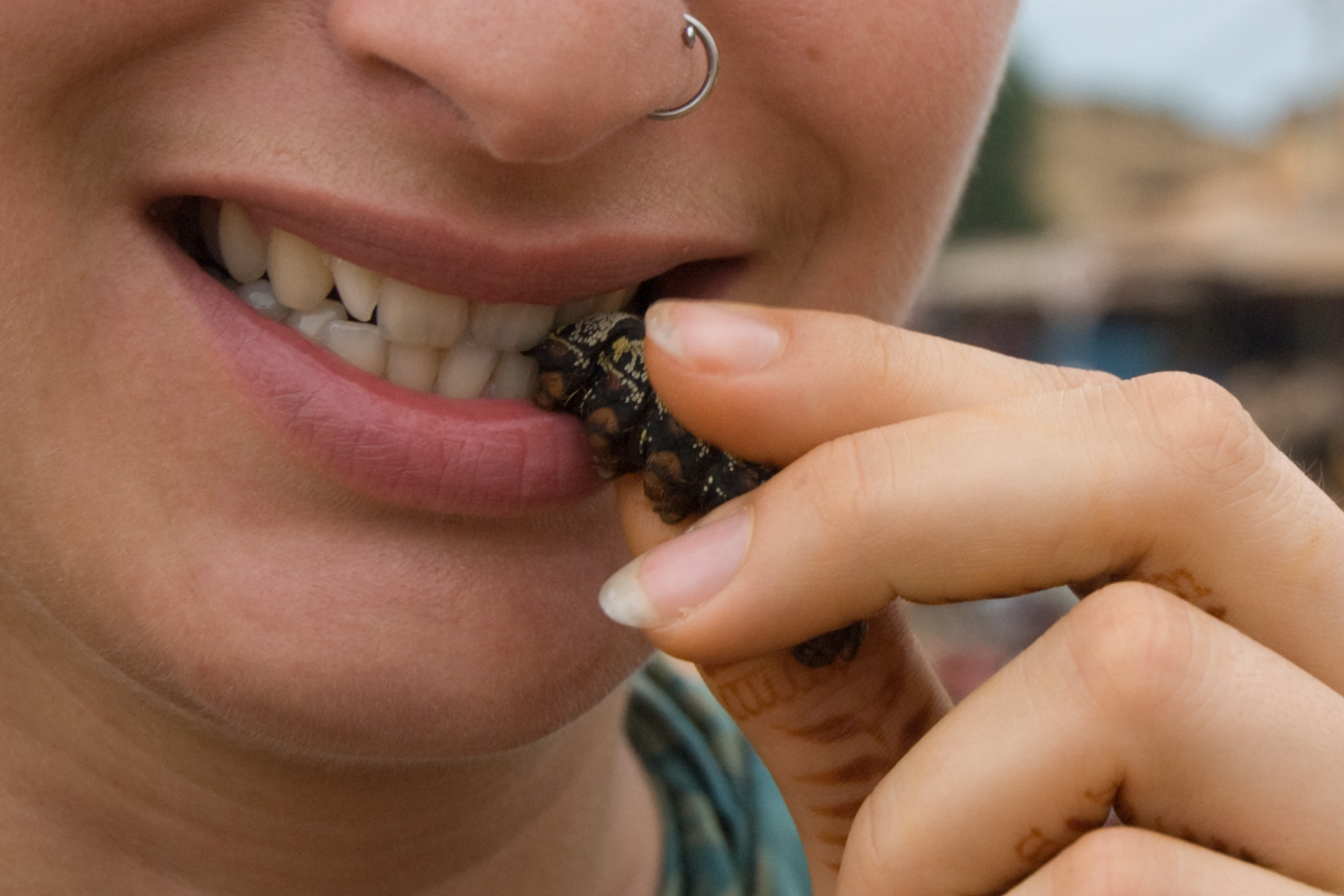
Een verse (dode) rups van Cirina butyrospermi gegeten als snack, lokaal 'chitoumou' of 'chenille de karité' genoemd (Banfora, Burkina Faso, september 2015)
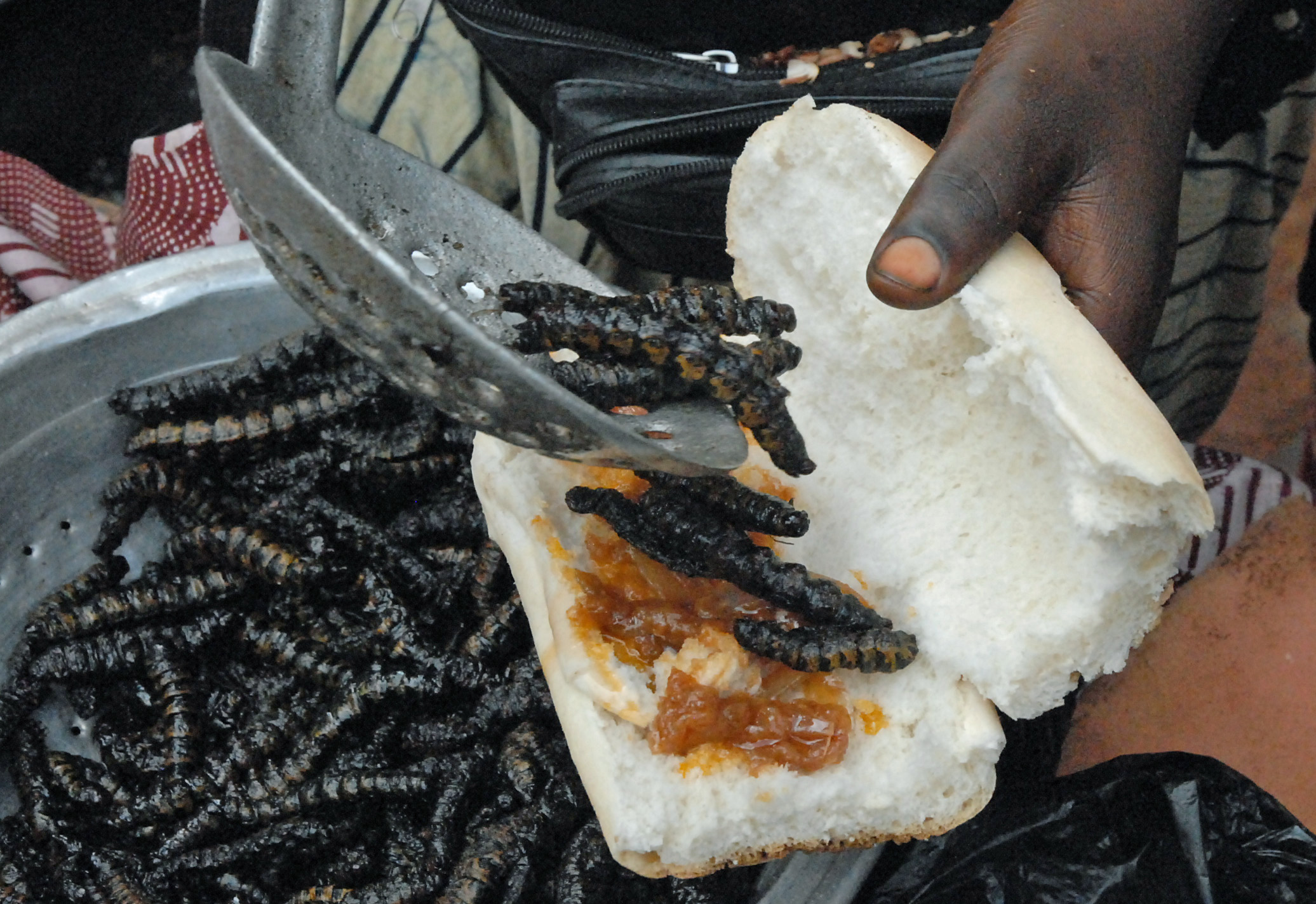
Sandwich met gefrituurde rupsen van Cirina butyrospermi (Boromo, Burkina Faso september 2015)
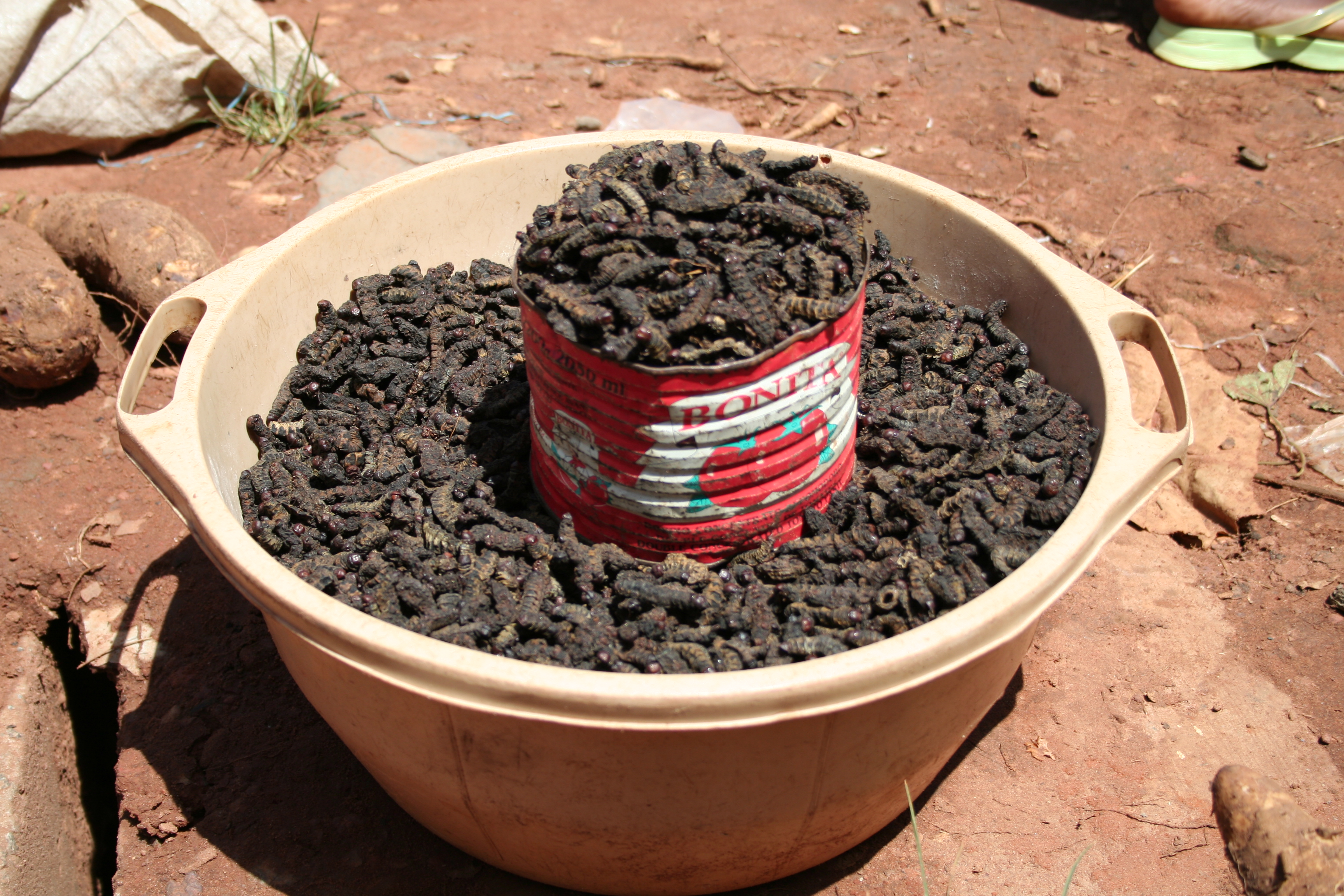
Gedroogde rupsen van Cirina butyrospermi op de markt van Orodara, Burkina Faso